# Contrafatual
Contrafactual é a situação ou evento que não aconteceu, mas poderia ter acontecido. Diz respeito à metafísica e à lógica modal. A situação ou evento que aconteceu é chamada de atual. O evento contrafactual faz parte de um mundo possível que contradiz algo do mundo real, enquanto o evento atual faz parte do mundo real.

## Forma lógica
“Se fosse o caso que A, então seria o caso que B”.
Num mundo possível contracfatual, A e B são proposições. O antecedente, A, pode ser verdadeiro num mundo possível mesmo que seja falso em relação aos fatos do mundo real. Por sua vez, se A é verdadeiro em um mundo possível, então não pode ser falsa a proposição B nesse mesmo mundo. 

## Exemplos
- "Se a família real não tivesse vindo ao Brasil, então o território se desintegraria."

- "Se o Império Britânico não tivesse sido forçado a entrar em guerra no verão de 1914, uma possível vitória do Império Alemão evitaria o surgimento da Alemanha Nazi em 1933."[2]

## Histórico
Há metafísicas que aceitam contrafactuais e há metafísicas que não as aceitam. Contudo, contrafractuais são frequentemente pressupostos em experimentos mentais, como, por exemplo, aqueles construídos por Saul Kripke  para estabelecer se um designador - um nome próprio ou uma descrição definida - é rígido ou não. Isso acontece, por exemplo, em seus ataques ao descritivismo. Costuma-se defender que designadores rígidos preservam a referência em situações contrafactuais. Por exemplo, o nome próprio "Aristóteles" refere a Aristóteles, não importando se ele foi ou não aluno de Platão, e por isso é um designador rígido. A descrição definida "O discípulo mais famoso de Platão" refere a Aristóteles no mundo atual, e a alguma outra pessoa ou a nenhuma pessoa em outros mundos possíveis, e por isso não é um designador rígido.
Após um famoso artigo de Saul Kripke de 1963 onde cria as bases da Semântica de Mundos Possíveis para lógicas modais, surgiram autores como David Lewis que, utilizando-se desse modelo semântico, definiu a dependência causal entre dois eventos enquanto uma dependência contrafactual. Isso foi definido aproximadamente como: um evento é causalmente dependente de outro se e somente se se o primeiro ocorresse, o outro tivesse ocorrido e, se o primeiro não ocorresse, o outro também não teria ocorrido. Nesse sentido, causação passa a ser uma cadeia (chain) de dependências causais que pode ser necessária ou contingente. No primeiro caso, em todas as circunstâncias possíveis em que houver a causa segue o efeito; enquanto, no segundo caso, em algumas circunstâncias se o segue, em outras, não, observando-se, porém, nesse último cenário (de causação contingente), que uma cadeia causal contingente por ter graus diferentes de instabilidade e, portanto, de confiabilidade em relação ao efeito esperado. A abordagem contrafactual da causalidade tem impacto direto em outros tópicos da filosofia da história e mesmo no método e nos campos da historiografia, pois autoriza em ciências históricas análises controladas baseadas em perguntas hipotéticas acerca de passados plausíveis partindo de "se tal coisa tivesse ocorrido, então...", o que tem exercido influência, de modo geral, no debate acerca da explicação de fenômenos históricos envolvendo agentes cujas ações não são totalmente determinadas, e exercido influência também na metodologia da área da história contrafactual ou história virtual, em particular, que se propõe a um estudo histórico acerca de passados contrafactuais plausíveis sem simplesmente se confundir com o usual gênero literário da ficção histórica.